# Bjergby (Hjørring)
Bjergby is een plaats in de Deense regio Noord-Jutland, gemeente Hjørring. De plaats telt 885 inwoners (2008).